# 大卫·沃克
大卫·马蒂森·沃克（David Mathieson Walker，1944年5月20日—2001年4月23日），前美國海軍上校及美国国家航空航天局宇航员，执行过STS-51-A、STS-30、STS-53以及STS-69任务。